# Hiatavolva coarctata
Hiatavolva coarctata is een slakkensoort uit de familie van de Ovulidae. De wetenschappelijke naam van de soort is voor het eerst geldig gepubliceerd in 1848 door G.B. Sowerby II in A. Adams & Reeve.